# Avvicinamento PRM
Gli avvicinamenti PRM (Precision Runway Monitor) sono operazioni con avvicinamenti indipendenti e simultanei a piste distanziate tra 3000 e meno di 4300 piedi l'una dall'altra. I percorsi di avvicinamento sono normalmente paralleli ma possono essere disassati tra 2,5º e 3º a seconda della separazione delle piste.
Per il loro svolgimento è richiesto l'utilizzo di procedure aeroportuali e del traffico aereo adeguate, ed è necessario che gli apparati di controllo aereo siano forniti di sistemi PRM.

## Motivi e vantaggi
La pressione per aumentare la capacità di traffico e l'efficienza degli aeroporti più frequentati richiede l'aumento della frequenza dei velivoli autorizzati all'atterraggio e quindi la riduzione delle separazioni di traffico. Con l'introduzione dei sistemi di controllo PRM, caratterizzati da alta precisione e da un alto rateo di aggiornamento (1 secondo o meno) viene garantita un'estrema accuratezza e affidabilità di sorveglianza in avvicinamento su piste parallele, garantendo che gli aerei non entrino nelle zone ad alto rischio tra i corridoi di arrivo e di partenza (NTZ, no transgression zone). Questo ha permesso di introdurre questo tipo di operazioni con avvicinamenti simultanei sia paralleli che in offset.
I vantaggi evidenti sono:
- Aumento della capacità di atterraggio
- Maggiore sicurezza per l'avvicinamento finale e le operazioni di partenza
- Minori tempi di attesa in volo con conseguente riduzione dell'inquinamento atmosferico.

## Requisiti e procedure
Oltre alle necessarie apparecchiature tecniche richieste sia per la parte terrestre (ad esempio i sistemi radar PRM) sia per gli aerei (ad esempio doppio apparato radio VHF), sono richieste specifiche procedure sia a bordo che per il controllo del traffico aereo. Per i piloti è richiesto un addestramento specifico, per l'uso degli apparati di navigazione e per la conoscenza delle procedure radio, in particolare il doppio ascolto della torre di controllo e dell'operatore PRM. Sulle cartine di avvicinamento è infatti riportata la nota Dual VHF comm. required (richiesta la doppia radio vhf in uso) si riferisce all'uso della frequenza della torre e contemporaneamente di una frequenza secondaria del monitor PRM per evitare che venga bloccata un'istruzione di breakout (interruzione) in caso di intrusione di un traffico parallelo nella zona proibita (NTZ) tra i due assi di avvicinamento. La torre trasmette su entrambi. L'aereo trasmette solo sulla frequenza della torre ma ascolta entrambi.
Questo perché per questo tipo di operazioni un controllore dedicato al monitoraggio della zona di non trasgressione (NTZ) e un controllore di torre sono assegnati a ciascuna pista della procedura PRM. Il controllore di torre è dedicato alla sequenza di atterraggio in pista, quello di monitoraggio NTZ controlla le deviazioni fuori rotta, in particolare quelle verso la NTZ.